# BIAL
Bial är ett portugisiskt läkemedelsföretag, verksamt i över 30 länder i Europa, Latinamerika, Nordamerika, Asien och Afrika.
Företaget grundades 1924 och har sitt huvudkontor i Trofa (Distrito do Porto).
Bial har tagit fram och utvecklat flera produkter främst för centrala nervsystem, hjärta/kärl och allergier.
Bials senaste läkemedlet är Zebenix – en medicin som används mot vissa typer av epilepsi och som tog 15 år att utveckla färdigt.